# ベルン＝ミッテルラント地方協議会

ベルン＝ミッテルラント地方協議会
Regionalkonferenz Bern-Mittelland（RKBM）

ベルン＝ミッテルラント地方協議会（独: Regionalkonferenz Bern-Mittelland、RKBM）は、スイスのベルン州ベルン＝ミッテルラント地方の広域政策を協議する機関で、地域計画、広域交通、住宅計画、文化振興を自治体の枠を超えて組み立てていくために2010年に設置された。
77の基礎自治体によって構成されており、範囲はベルン＝ミッテルラント区と同等で、北はフラウブルンネン、南はグッギスベルク、西はクラヴァライレス（ただし連邦議会が可決すれば2022年の初めにフリブール州に移るため、その後はミュンヒェンヴィラーが西端となる）、東はボーヴィルまでを含んでいる。ベルン州の947 km²の地域に、40%の人口と50%の雇用が集中している。基礎自治体は、領域内の商業などの実務を地方協議会に委託することができる。基礎自治体の法令の規定や事業の規制が、地方協議会の組織と活動の基礎となっている。
2016年に、第2弾ベルン＝ミッテルラント地方交通・住宅計画（Regionale Gesamtverkehrs- und Siedlungskonzept Bern-Mittelland 2. Generation, RGSK II）が採用された。地域交通、住宅開発、景観開発を長期的な視野で誘導し協働させることで、地方協議会の空間計画の芯となるものと期待されている。
下位部会にベルン経済圏（Wirtschaftsraum Bern）があり、地方協議会に属する77の基礎自治体のうち33の基礎自治体が属する経済会議で、2010年に地方協議会の経済専門部会として立ち上げられ、地域経済の発展促進を地方協議会から委託されている。経済競争の中での協調と、地域経済の発展、および成長する他の大都市経済圏との比較研究と計画が、ベルン経済圏の担当である。ベルン州経済発展省（Wirtschaftsförderung des Kantons Bern, WFB）とベルン＝ミッテルラント地方協議会との間の実務的合意協定が、ベルン経済圏の活動の根拠となっている。州政府当局に代わり、地方協議会を構成する77の基礎自治体すべてに働きかけつつ、経済圏の33の基礎自治体にはより拡張的な政策を実施している。
ベルン＝ミッテルラント地方協議会の前身は、まず1963年に設立されたベルン市および周辺基礎自治体の地域計画協議会（RPV）であり、後にベルン地域協働協議会と名を替え、さらに1996年からはベルン地域協議会（Verein Region Bern, VRB）と改称した。ベルン地域協議会から文化部門を引き継いで、地域文化協議会（Regionale Kulturkonferenz, RKK）は1997年に設立され、2011年まで活動した。また同じく交通に関するいくつかの委員会を引き継いで地域交通協議会（Regionale Verkehrskonferenz, RVK 4）も1997年に設立され、2010年まで活動した。そして2009年から2010年にかけてベルン地域協議会は発展的に解消され、2010年からベルン＝ミッテルラント地方協議会となったのである。